# Proasellus karamani
Proasellus karamani là một loài chân đều trong họ Asellidae. Loài này được Remy miêu tả khoa học năm 1934.